# Temnopleuridae
De Temnopleuridae zijn een familie van zee-egels (Echinoidea) uit de orde Camarodonta.

## Geslachten
- Amblypneustes L. Agassiz, 1841
- Asaphechinus Philip, 1969 †
- Coptechinus Cotteau, 1883 †
- Erbechinus Jeannet, 1935
- Holopneustes L. Agassiz, 1841
- Mespilia Desor, 1846
- Microcyphus L. Agassiz, 1846
- Opechinus Desor, 1856
- Paradoxechinus Laube, 1869 †
- Paratrema Koehler, 1927
- Pentechinus Philip & Foster, 1971 †
- Printechinus Koehler, 1927
- Pseudechinus Mortensen, 1903
- Salmaciella Mortensen, 1942
- Salmacis L. Agassiz, 1841
- Temnechinus Forbes, 1852 †
- Temnopleurus L. Agassiz, 1841
- Temnotrema A. Agassiz, 1864